# Menhir de la Haute-Borne
La Haute-Borne, appelée aussi menhir de Villedieu, était un menhir situé à Saint-Germain-sur-Moine (commune de Sèvremoine depuis 2015), dans le département français de Maine-et-Loire.

## Protection
Bien que l'édifice fut classé au titre des monuments historiques en 1889, il fut détruit à une époque indéterminée (avant 1967),. L'emplacement mentionné sur la carte IGN correspond au chaos granitique naturel de la Davière, dit Pierres branlantes de la Davière.

## Description
Le menhir était situé près de la ferme de la Chignardière. Il mesurait 5 m de hauteur selon Godard Faultrier, alors que Millet de la Turtaudière, qui en donne une représentation dans son ouvrage, ne lui accorde que 4 m de hauteur.